# Дэар, Захия
Зая Дэар (араб. زاهيه ديهار‎, фр. Zahia Dehar; род. 25 февраля 1992, Грисс, Маскара) — французская фотомодель, модельер и актриса

, бывшая проститутка, фигурантка секс-скандала 2010 года, связанного с футболистами французской сборной. Несмотря на спорную репутацию, приобрела популярность и влиятельных друзей среди известнейших деятелей искусства, стала модельером.

## Биография
Родилась 25 февраля 1992 году в маленьком городке Грисс алжирской провинции Маскара. В 2002 году с матерью и младшим братом переехала в пригород Парижа Шампиньи-сюр-Марн. Её отец Хасен Дэар, который до сих пор живёт в Алжире, прервал всякие контакты и отношения с дочерью из-за её занятий проституцией. В 2009 году Дэар получила французское гражданство.

## Секс-скандал
В 2010 году известный футболист Франк Рибери был замечен в связях с семнадцатилетней проституткой Захией Дэар. Несмотря на то, что проституция во Франции легализована, сексуальные отношения с несовершеннолетними не допускаются (см. также Возраст согласия). Пока всплыла информация о связи Рибери с несовершеннолетней, последней исполнилось восемнадцать. На показаниях и в интервью Дэар поведала, что является чуть ли не штатной девушкой по вызову ряда известных футболистов, таких как Карим Бензема, Хатем Бен Арфа и Сидней Гову. Сами футболисты признали сексуальную связь с Дэар, однако оговорились, что о несовершеннолетии проститутки не были в курсе.

## Карьера
Единственное, чем я действительно горжусь, так это то, что я осуществила  свою мечту.  Мой бренд нижнего белья создал рабочие места во Франции и дал мне возможность работать с лучшими мастерами моды

Я так польщена. И я так восхищаюсь самим Карлом Лагерфельдом. Он мой друг, мой образец для подражания и мой наставник в то же время...

Для создания моих коллекций меня вдохновляет все вокруг. Это может быть что угодно: от красивого пейзажа до  аппетитного кондитерского изделия
На момент совершеннолетия Захия Дэар, будучи ещё работницей на рынке эскорт-услуг, входила в список самых дорогих моделей эскорт-услуг. В 2010 году ею заинтересовался один из деятелей французской порноиндустрии Марк Дорсель, предложивший ей сняться в порнофильме. В 2011 году она снялась в короткометражном фильме Грега Уильямса «Бионик» (англ. Bionic).
Начав с работы проституткой, ещё будучи несовершеннолетней, после получившего резонанс секс-скандала, Захия Дэар привлекла внимание СМИ, вследствие чего на неё обратили внимание мировые бренды моды. В 2013 году на французском телевидении был показан документальный фильм «От Я до А», посвящённый ей. В том же году прошёл её собственный показ коллекции одежды, где ею заинтересовался Карл Лагерфельд, сделавший её своей протеже. Кроме Лагерфельда, она сотрудничает с Готье, известными фотографами Терри Ричардсоном и Эллен фон Унверта.

## Критика
Неоднозначная репутация, хоть и бывшей, но всё-таки проститутки, даёт о себе знать в самой Франции, где помимо большого количества поклонников Дэар также подвергается волне резкой критики со стороны поборников морали, которые окрестили её La scandaleuse, тем же прозвищем, что носила Мария Антуанетта, любившая экстравагантные наряды в стиле барокко.

## Комментарии
1. ↑  Варианты написания имени на русском языке — Захия или Заия; фамилии — Дэхар, Дехар, Дэар, Деар, Дежар